# École française de Lausanne-Valmont
L'École française de Lausanne-Valmont est une école internationale catholique française située à Lausanne, en Suisse. Elle enseigne du niveau maternelle (préscolaire) jusqu'à la terminale, dernière année du lycée (collège de sixième/lycée). Les Sœurs Marcellines de Milan ont fondé l'école en 1963. Depuis 2016, il compte plus de 400 étudiants.

## Accréditation
L'enseignement secondaire supérieur (collège et lycée) de l'École française VL n'est pas accrédité comme collège par le Secrétariat d'État à la formation, à la recherche et à l'innovation (SEFRI).

## Bâtiment
Le bâtiment de l'école, dessiné par les architectes Max Richter et Marcel Gut et d'inspiration corbusienne, est inscrit depuis 1998 à l'inventaire des monuments historiques du canton de Vaud (note 2 : importance régionale).

« S’inspirant du modèle de couvent que Le Corbusier avait revisité à la Tourette, les architectes ont organisé le plan de ce pensionnat à partir de plateaux horizontaux disposés autour de deux patios intérieurs. Ils tirent parti de la pente du terrain pour échelonner deux étages au-dessus d’un niveau de pilotis, le tout étant couronné par une toiture-terrasse panoramique. Les chambres sont conçues comme un lieu de repos et de travail individuel et se prolongent par des loggias encadrées par les éléments en béton préfabriqués des façades. Le traitement plastique des éléments en saillie de la toiture-terrasse crée un contrepoint à l’horizontalité générale du bâtiment dont l’échelle contenue se veut proche de celle d’une grande maison. »